# Розанов Михайло Павлович
Михайло Павлович Розанов (31 грудня 1891 — 4 листопада 1966) народився в Ялті. Його батько до цього часу був відомим лікарем в місті, основоположником міської громадської медицини. Закінчивши в 1917 р. природниче відділення фізико-математичного факультету Московського університету, юнак був залишений при кафедрі зоології у професора О. М. Северцова, а потім, по 1927 р., працював там викладачем.
Кримським заповідником Розанов став займатися з 1917 р. Це був дуже важкий період, коли доводилося буквально кожен день, ризикуючи життям (одного разу Розанов був поранений), боротися проти озброєних браконьєрів.
Ось що він розповідав про цей час:
|  | Ми засіли в 50 кроках від стежки за буками і хмизом. Хвилин через 10 з’явилися на стежці 5 людей зі зброєю на руці, крадучись спускалися з Яйли. Один вже пройшов нас, але другий помітив мене і прямо підняв до плеча гвинтівку, готовий до пострілу. Я вирішив, що більше чекати нічого, схопився і крикнув: "Руки вгору! Кидай зброю на землю!". Браконьєри розгубилися, троє поклали рушниці, один кинувся геть, а один відскочив за сосну і поцілив в мене. А у мене заскочив патрон..., але миттю я пересмикнув затвор і почав стріляти... |

Очоливши в 1923 р. Кримський заповідник, Розанов першою справою закрив лісопильний завод, що існував на заповідній території. Обурений цим, Наркомзем Кримської АРСР скаржився в Раднарком РРФСР, звинувачуючи Розанова в тому, що він відкрив… заповідник і закрив лісопилку.
Друг Розанова, професор І. І. Пузанов, згадував про ті дні заповідника, як егер Стельмах хотів убити Розанова, але в останню мить одумався, відкинув гвинтівку і зізнався у своїх намірах.
По квітень 1930 р. Розанов працював у заповідниках Кримському і Асканії-Нова старшим науковим співробітником. З 1931 р. Михайло Павлович був начальником науково-дослідної експедиції Далекосхідного НДІ на  Камчатці і о. Карагандинському, брав участь в організації Карагандинського заповідника, що, загалом-то, і врятувало його від арешту по «Асканійській справі».
У 1935 р. М. П. Розанов працював начальником зоологічного загону Туркменської експедиції АН СРСР в Каракумах, поставив питання про створення Бадхизького заповідника на 12 тис. гектарів. Він опрацював проект заповідника, намітив його межі і погодив з виконкомами. Раднаром Туркменіі виніс 23 грудня 1935 р. постанову про необхідність швидкої організації Бадхизького заповідника. У 1940 р. Головне управління по заповідниках РНК РРФСР доручило Розанову обстежити район Рибінського водосховища для виділення заповідника. Новий заповідник, названий Дарвінським, було затверджено за кілька днів до війни, його директором призначили Михайла Павловича.
М. П. Розанов брав також активну участь в організації Кавказького та Чорноморського заповідників, брав участь в експедиціях по Чукотці, Паміру, Таймиру, Каракумах та Кавказу.
Буваючи в Москві, Розанов з головою занурюється у створення структур органів охорони природи. Разом з п'ятьма іншими вченими та громадськими діячами 3 грудня 1924 р. стає одним з членів-заснувателів Всеросійського товариства охорони природи. З 1926 р. — як член Президії Комітету з охорони природи при Наркомпросі РРФСР, бере участь в роботі Бюро З'їзду з вивчення продуктивних сил при Держплані СРСР (вчений секретар секції охорони природи), в 1933 р. — в І Всесоюзному з'їзді по охороні природи.
У 1943 р. Розанова запрошують до Інституту еволюційної морфологіі АH СРСР, а в 1946 р. ВАК присуджує йому ступінь кандидата біологічних наук без захисту дисертаціі. Працює доцентом в МДУ і Тімірязєвській сільгоспакадемії.
У 1946 р., за завданням Всеросійського товариства охорони природи, Михайло Павлович виїхав до Криму обстежити природні об'єкти. За його доповіддю 12 березня 1947 р. Кримський облвиконком оголосив заповідними 33 пам'ятки природи.
У 1959 р. М. П. Розанову, після перенесенного інфаркту, довелось залишити експедиційну работу. Однак, вийшовши на пенсію, він продовжив займатися улюбленою справою.
Великим ударом для нього, як колишнього директора Кримського заповідника, була реорганізація цього заповідника в 1957 р. в заповідно-мисливське господарство. І знову — битва за Кримський заповідник. У листопаді 1963 р. вчений стає одним з організаторов в Ялті конференції по охороні природи Криму. У ялтинській газеті в день відкриття конференції виходить стаття Розанова «Це змушує бити тревогу», присвячена цій же проблемі.
|  | Отже, суцільна рубка лісу, лісопильний завод, полювання з прожектором... Що ж залишилося від заповідності? По суті, нічого. Адже мисливське господарство переведено на госпрозрахунок, а це означає, - чим більше буде вирублено, тим краще... Так відбувається, але далі так у жодному разі не може тривати... Ясно одне: ми повинні не тільки зберегти всі багатства чудесної кримської природи, а й примножити їх. А раз так, треба вести нещадний бій з тими, хто зазіхає на ці багатства неразумно або злонаміренно. |

Розповідають, директор Кримського заповідно-мисливського господарства Прокопенко, прочитавши статтю Михайла Павловича, зірвав зі стіни його портрет, як одного з колишніх директорів, і зі злостю розтоптав.
На захист колишнього заповідника робить Розанов і повідомлення на ялтинській конференції. Однак, президія наради не спромоглася внести до резолюції пункт про відновлення Кримського заповідника, визнавши пропозицію Розанова «передчасною».
У травні 1963 р. М. П. Розанов взяв участь у сесії Кримоблвиконкому з питання «Про охорону і примноження природних багатств області». Hа нараді пропонується створити робочу групу для обстеження стану пам'яток природи, історії і культури і їх заповідання. Керувати нею було запропоно Розанову. Фінансувати роботу мало Кримське відділення Українського товариства охорони природи. Однак через бюрократичні зволікання гроші перераховано не було і Рабоча група так і не зібралася. Однак і ця невдача не збентежила ентузіаста.
У 1964 р., завдяки низці статей в центральній та республіканській пресі, йому вдається домогтися часткового припинення пограбування кримських пещер сімферопольськими спелеологами, рубки ялівцю в Нікітському ботсаду та скасування будівництва 17-поверхового кремлівського санаторію на  Мисі Мартьян, місці майбутнього заповідника. У липні 1965 р. Кримський облвиконком приймає рішення про охорону пещер півострова.
М. П. Розанов розробляє «Інструктивні вказівки з обліку, виділення в натурі заповідних пам'яток природи і оформлення на них охоронних зобов'язань», а також проект «Кримського державного ландшафтного заповідника з науково-дослідною лабораторією». До цього, треба відзначити, що всі роботи Михайло Павлович виконував безкоштовно.
Однак, незважаючи на підтримку Академії наук, з вини Ради Міністрів УРСР, проект так і залишився на папері.
Помер М. П. Розанов 4 листопаду 1966 р.

## Публікації
- Розанов М. Зоологическая экспедиция Главнауки в Кавказский заповедник // Охрана природы. — 1928. — № 3. — С.13-19.
- Розанов М. П. Заповедники за границей и в СССР // Изв. Центр. бюро краеведения. — 1929. — № 10.
- Розанов М. П. Государственный Дарвинский заповедник // Большая Волга. — 1941, 23 июня.
- Розанов М. П. Это заставляет бить тревогу // Курортная газета. — 1963, 17 ноября.
- Розанов М. Обыватель идет // Раб. газета. — 1964, 11 июля.

## Про нього
- Борейко В. Идущий вторым // Hа суше и на море. — М.: Мысль, 1990—1991. — С. 414—418.
- Борейко В. Его заповедники (М. Розанову — 100 лет) // Свет. — 1991. — № 12. — С. 38-39.
- Борейко В. Царская охота // Волга. — 1992. — № 2. — С. 130—142.
- Борейко В. Е. Царские охоты: от Владимира Мономаха до Владимира Щербицкого. — Киев: Киев эколого-культурный центр, 1995. — 48 с.
- Борейко В. Е. Словарь деятелей охраны природы, К.: КЭКЦ, 2001. — 524 с.
- Губарев В. Костры под землей // Комсомол. правда. — 1964, 28 июня.
- Елпатьевский С. Я. Доктор Павел Петрович Розанов // Русск. Богатство. — 1910. — № 3.
- Иванов А. Розановы — отец и сын // Курорт. газета. — 1968, 28 мая.
- Нет кострам под землей // Комсомол. правда. — 1964. — 2 августа.
- Первый отчет о деятельности Всероссийского общества охраны природы с 29 ноября 1924. по 12 марта 1926 г. // Охрана природы. — 1928. — № 1. — С. 29.
- Пузанов И. И., 1960. По нехоженому Крыму, М.: Географгиз, 286 стр.
- Пузанов И. И. Памяти М. П. Розанова // Бюлл. Моск. об-ва испытателей природы, отд. Биологии. — 1967. — Т. LXXII, № 6. — С. 136—137.
- РГАЭ, ф. 473, оп. 1, д. 19, л. 1.
- Сокова З. Он охранял природу // Крым. правда. — 1972, 13 февраля.
- ЦГА Крыма, ф-р 3861, оп. 1, д. 244, фонд Розановых.
- Экология и власть. 1917—1919. Документы. — М.: Фонд А. Н. Яковлева, 1999. — С. 184—186.

## Виноски
1. 1 2 3 4 5 6 7  Борейко В. Е. Словарь деятелей охраны природы. — К.: КЭКЦ, 2001. — 524 с.
2. ↑  РГАЭ, ф. 473, оп. 1, д. 1, л. 32.
3. ↑  Розанов М. П. Это заставляет бить тревогу // Курортная газета. — 1963, 17 ноября.